# Ruta 36 (Costa Rica)
La Ruta 36, oficialmente Ruta Nacional Primaria 36, es una ruta nacional de Costa Rica ubicada en la provincia de Limón.

## Descripción
Esta carretera empieza en la ciudad de Limón saliendo de la sección Carretera José Joaquín Trejos Fernández de la Ruta 32 y se extiende alrededor del litoral caribeño del país, luego bordea la frontera con Panamá y llega hasta Sixaola en el cantón de Talamanca. Pasa por puntos importantes como el Parque nacional Cahuita y el Aeropuerto Internacional de Limón.
En la provincia de Limón, la ruta atraviesa el cantón de Limón (los distritos de Limón, Valle La Estrella, Matama), el cantón de Talamanca (los distritos de Bratsi, Sixaola, Cahuita).